# Bucerius Law School
Die Bucerius Law School – Hochschule für Rechtswissenschaft in Hamburg (Aussprache: [buˈtseʁiʊs]) ist eine private Stiftungshochschule. Ihre Fakultät für Rechtswissenschaft zählt zur Spitzengruppe im Bereich Jura in Deutschland.

## Gründung und Struktur

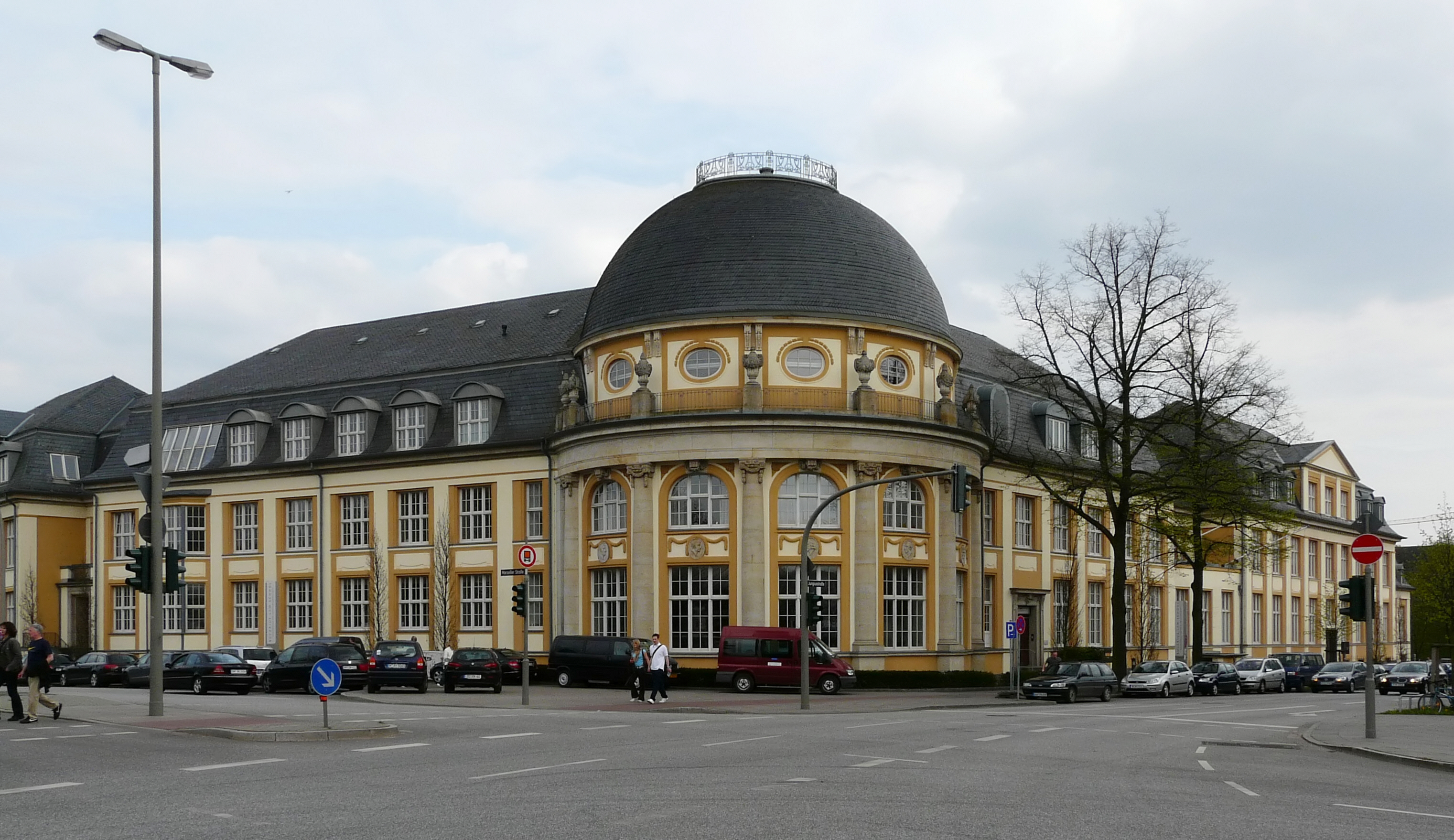
Sitz der Hochschule ist das ehemalige botanische Institutsgebäude.

Die Bildungseinrichtung wurde im Jahr 2000 von der Zeit-Stiftung Bucerius nach dem Vorbild US-amerikanischer Law Schools als erste private Hochschule für Rechtswissenschaft in Deutschland gegründet. Sie trägt den Namen des Verlegers und Politikers Gerd Bucerius. Organisiert ist sie als gemeinnützige GmbH. Die Hochschulleitung besteht aus dem Präsidenten, dem Vizepräsidenten, dem Geschäftsführer und dem stellvertretenden Geschäftsführer, deren Arbeit durch einen Aufsichtsrat überwacht wird. Das Leitbild der Bucerius Law School lautet „Freiheit des Denkens – universitäre Erneuerung – gesellschaftliche Verantwortung“.
Die Hochschule hat insgesamt 36 Professoren (17 Lehrstühle, vier Juniorprofessoren, eine ordentliche Professur, sieben „Affiliate Professors“, sieben Honorarprofessoren, einen Emeritus), das „Institut für Unternehmens- und Kapitalmarktrecht“, das „Institut für Stiftungsrecht und das Recht der Non-Profit-Organisationen“ sowie das „Institut für Medizinrecht“. Es existieren außerdem fünf Forschungszentren: Das „Center for Transnational IP, Media and Technology Law and Policy“, das „Notarrechtliche Zentrum Familienunternehmen“, das „Center for International Dispute Resolution“, das „Center for Legal Technology and Data Science“ sowie seit 2022 das „Center for interdisciplinary research on Energy, Climate and Sustainability (CECS)“.
Seit 2020 gibt es außerdem ein „Learning Innovation Lab“, welches sich im Schwerpunkt mit der Digitalisierung der juristischen Lehre beschäftigt und u. a. ein digitales Skript, das Projekt „Videokorrektur“ sowie verschiedene Blended-Learning-Konzepte (u. a. „Peer2Peer-Lehrvideos“) verantwortet.
Das Bucerius Alumni Mooting Center unterstützt seit 2020 die verschiedenen Moot-Court-Teams der Hochschule mit zwei wissenschaftlichen Mitarbeitern.

## Studium und Lehre
Es werden verschiedene Studienprogramme angeboten: in der Hauptsache das grundständige Jurastudium, das auf die Erste Prüfung („Staatsexamen“) vorbereitet und zum Bachelor of Laws führt; daneben das Programm Bucerius Master of Law and Business, das zum Master of Laws oder Master of Law and Business führt.

### Erste Prüfung und Bachelor of Laws
Pro Jahrgang werden 116 Studenten an der Bucerius Law School aufgenommen. Das Studium dauert einschließlich Examensvorbereitung und Auslandstrimester vier Jahre und ist in zwölf bzw. 13 Trimester gegliedert. Es bereitet auf die Erste Juristische Staatsprüfung vor und sieht vor, dass im 10. Trimester der akademische Abschluss des Bachelor of Laws (LL.B.) verliehen wird.
Neben der juristischen Ausbildung wird Wert auf das obligatorische Studium generale sowie einen fremdsprachlichen und wirtschaftswissenschaftlichen Schwerpunkt gelegt. Alle Studenten belegen zusätzlich zum Curriculum die obligatorischen Kurse „Introduction to Legal English“ und „Foundations of Contract Law“ sowie weitere freiwillige englischsprachige Kurse. Damit erhalten sie einen Einblick in das Common-Law-System des angloamerikanischen Rechtssystems. Neben Englisch bietet das Fremdsprachenprogramm der Bucerius Law School Französisch und Spanisch sowie bei ausreichender Teilnehmerzahl Chinesisch, Russisch und Arabisch an. Neben dem juristischen Fachstudium ist die Teilnahme an wirtschaftswissenschaftlichen Lehrveranstaltungen Pflicht. Dazu gehören Einführungskurse in BWL und VWL sowie Steuern und Bilanzen. In weiteren Wahlveranstaltungen können die Studenten ein Zertifikat der WHU – Otto Beisheim School of Management erwerben.
In den vorlesungsfreien Zeiten sind teilweise Praktika zu absolvieren, wobei insbesondere die Förderer der Universität Praktikumsplätze zur Verfügung stellen. Zur Vorbereitung auf die Erste Juristische Staatsprüfung bietet die Bucerius Law School ein „Examensvorbereitungsprogramm“ als eigenes Repetitorium an, in welchem die examensrelevanten Lehrinhalte wiederholt werden. Im siebten Trimester absolvieren alle Studenten ein Auslandsstudium. Die Studiengebühren betragen ab dem Studierendenjahrgang 2024 5.200 Euro pro Trimester, insgesamt also 62.400 Euro; das 13. Trimester ist gebührenfrei.
2018 waren rund 11 % der Studenten Stipendiaten der Studienstiftung des deutschen Volkes, wobei der Bundesschnitt privater Universitäten bei 0,89 % lag (und der von nicht-privaten Universitäten bei 0,46 %). Damit hat die Hochschule den höchsten Anteil an Stipendiaten unter allen privaten und nicht-privaten Hochschulen. Insbesondere der für Juristen deutlich überdurchschnittliche Notendurchschnitt des ersten Absolventenjahrgangs von 11,2 Punkten in der Ersten Juristischen Prüfung stieß auf ein großes Medienecho.
Im CHE-Hochschulranking des Centrums für Hochschulentwicklung (CHE) ist die Bucerius Law School im Studienfach Jura seit 2008 durchgehend die bestgerankte Hochschule.

### Master of Law and Business
Der Bucerius Master of Law and Business (LLM/MLB) ist ein weiterbildender Masterstudiengang, der von 2006 bis Herbst 2014 – und wieder seit Dezember 2019 in gemeinsamer Kooperation von der Bucerius Law School und der WHU – Otto Beisheim School of Management angeboten wird. Von 2014 bis 2019 hat die Bucerius Law School den Studiengang in alleiniger Regie betrieben. Der offizielle Name des Programms ist „Bucerius Law School Master of Law and Business in cooperation with WHU – Otto Beisheim School of Management“. Unterrichtsort ist die Bucerius Law School.
Zulassungsvoraussetzung ist ein abgeschlossenes Hochschulstudium in Rechtswissenschaft oder Wirtschaftswissenschaften und Berufspraxis. Ziel ist die Ausbildung internationaler Führungskräfte im Schnittstellenbereich zwischen Recht und Wirtschaft. Die Studenten sollen in die Lage versetzt werden, die Schnittstellen rechtlicher und ökonomischer Fragen unternehmerischen Handelns im internationalen Kontext zu analysieren.
Der Studiengang dauert ein Jahr und wird in englischer Sprache durchgeführt und die Studiengebühren betragen 25.000 Euro.
Das Studienjahr läuft von Anfang September bis Ende Juli und besteht aus drei Trimestern. Das Herbsttrimester (September bis Dezember) besteht aus zwei Kursblöcken. Das zweite Trimester (Januar bis April) verbindet einen sechswöchigen Unterrichtsblock mit einem achtwöchigen Praktikum. Das dritte Trimester (Mai bis Juli) besteht aus sechs Unterrichtswochen; in den verbleibenden neun Wochen erstellen die Studenten ihre Masterarbeit.

### Weitere Programme
Die Hochschule besitzt das Promotions- und Habilitationsrecht. Im Sommer werden drei „Summer Programs“ veranstaltet, eins in „International Business Law“, das zweite, gemeinsam mit dem University of California, Hastings College of the Law, in „International IP Transactions“, und das dritte in „Legal Technology and Operations“. Im Rahmen des „International Exchange Program“ besuchen im Herbsttrimester etwa 100 Studenten der Partnerhochschulen die Hochschule.

### Partneruniversitäten
Die Hochschule hat rund 97 ausländische Partnerhochschulen in 34 Ländern, z. B. die Universität Oxford, die Universität Cambridge, das Institut d’études politiques de Paris (Sciences Po), Universität Paris I, die Universität St. Gallen, die Stanford University, die New York University, die University of Texas at Austin, die Northwestern University, die University of Michigan, University of Virginia, die Cornell University, die Duke University, die Georgetown University, die Singapore Management University, die National University of Singapore, die IE University und die Università Commerciale Luigi Bocconi.

## Extracurriculare Aktivitäten
Die Studenten der Bucerius Law School veröffentlichen zwei Zeitschriften: „Politik und Gesellschaft“ und das Bucerius Law Journal. Es gibt einen Chor, ein Orchester, eine Bigband und eine Rockband, eine Theatergruppe, sechs politische Hochschulgruppen, ein Phi-Delta-Phi-Inn und einen Sportverein mit vielen Sektionen, deren Mannschaften einmal im Jahr auf der hochschuleigenen „Champions Trophy“ gegen Teams von anderen Universitäten und Hochschulen aus Deutschland antreten. Die „Unternehmerinitiative“ der Bucerius Law School lädt Vertreter aus der Volks- und Betriebswirtschaft zu Vorträgen ein und entwickelt in Arbeitsgruppen Geschäftsideen. Außerdem werden Moot Courts im englischen, im internationalen Handelsrecht, im Arbeitsrecht und im Steuerrecht angeboten. 2012 wurde zudem eine Law Clinic, ein Zentrum für Rechtsberatung, gegründet. Hier beraten Studenten ehrenamtlich zusammen mit Hamburger Rechtsanwälten Ratsuchende vornehmlich auf den Gebieten Sozialrecht und Ausländerrecht.

## Lage und Ausstattung

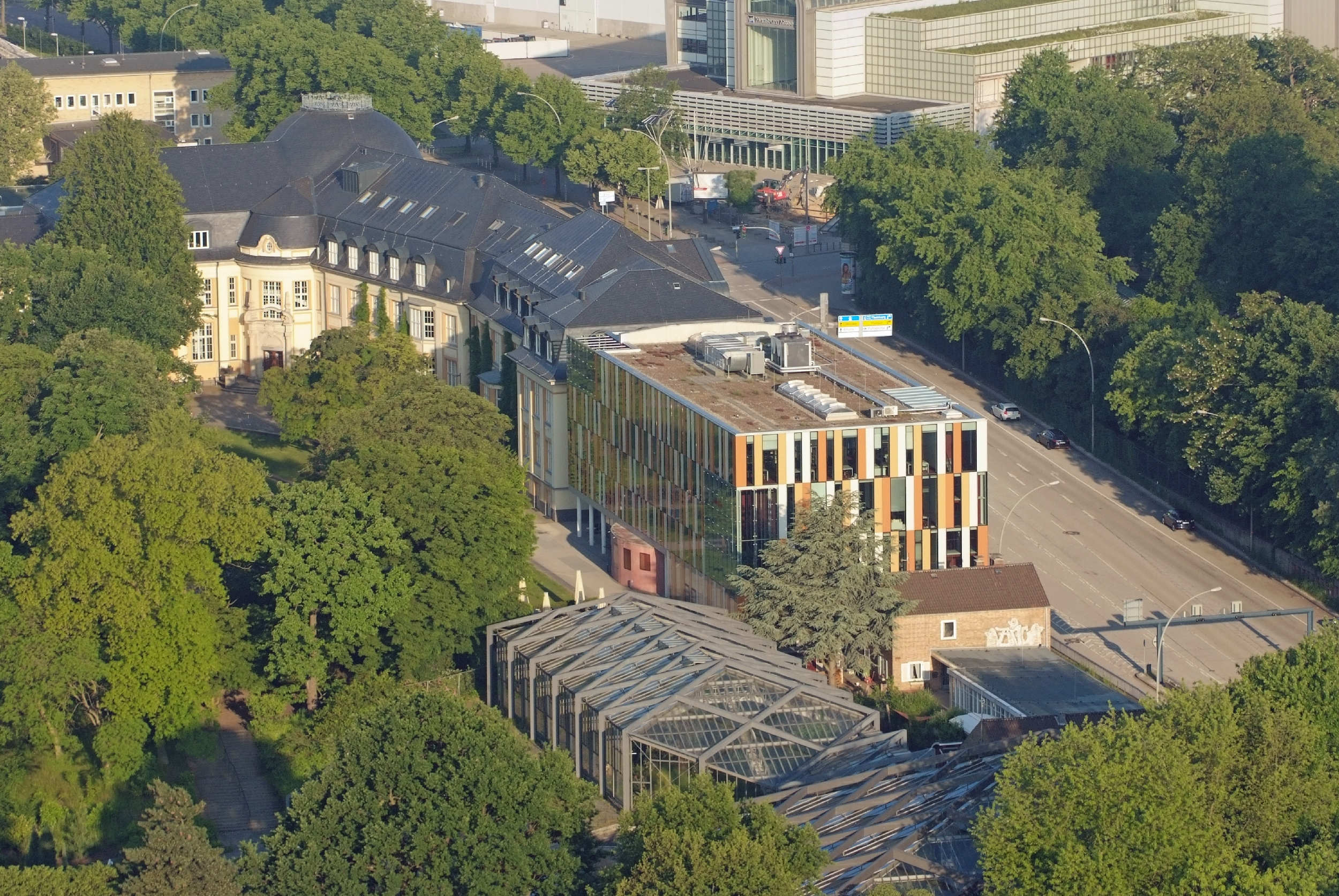
Das Hauptgebäude der Bucerius Law School gegenüber der Hamburger Messe von oben

Die Hochschule befindet sich im ehemaligen Museums- und Institutsgebäude der botanischen Fakultät der Universität Hamburg im Park Planten un Blomen in der Nähe des Bahnhofs Hamburg-Dammtor.

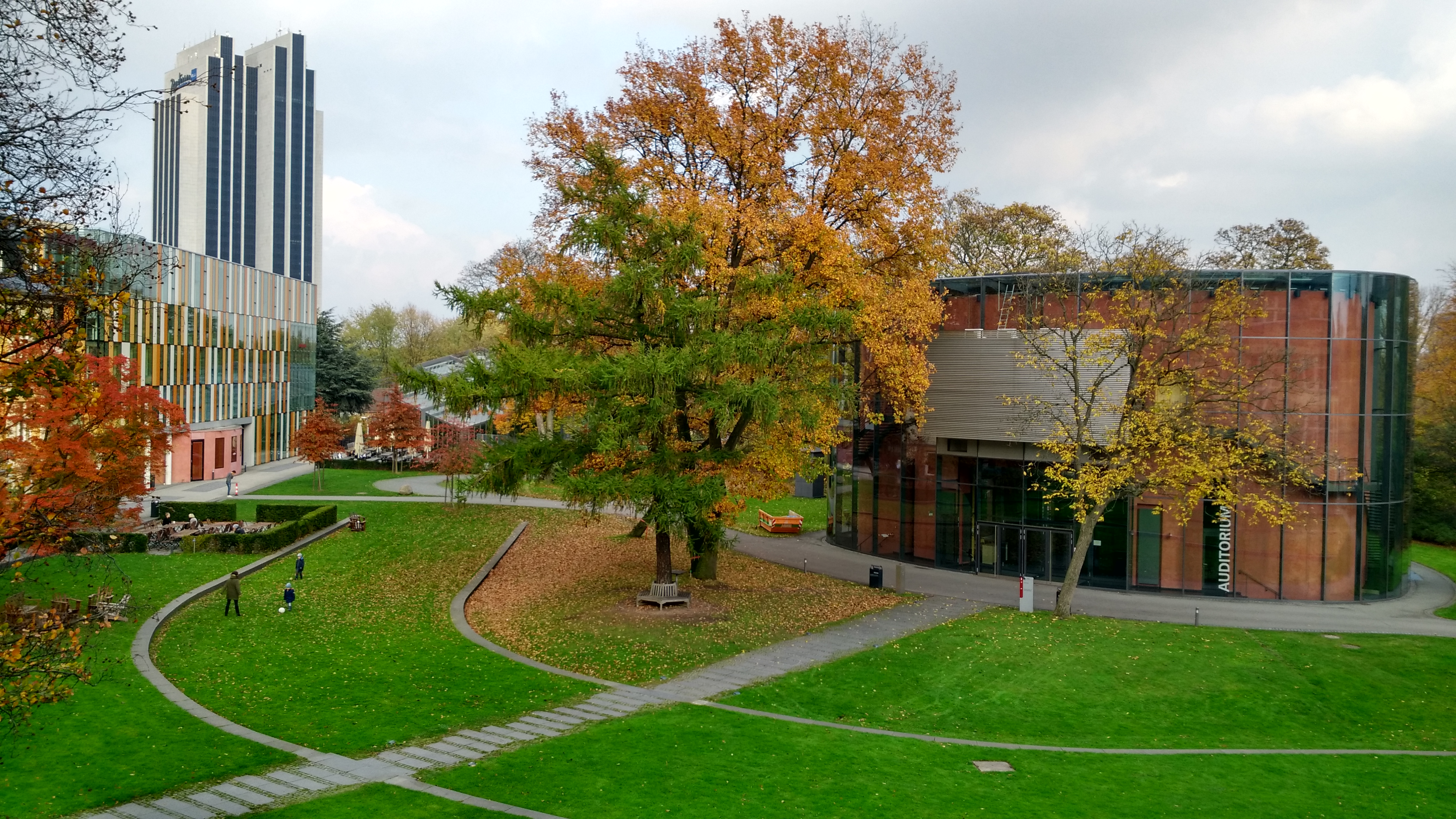
Blick auf das Auditorium der Bucerius Law School

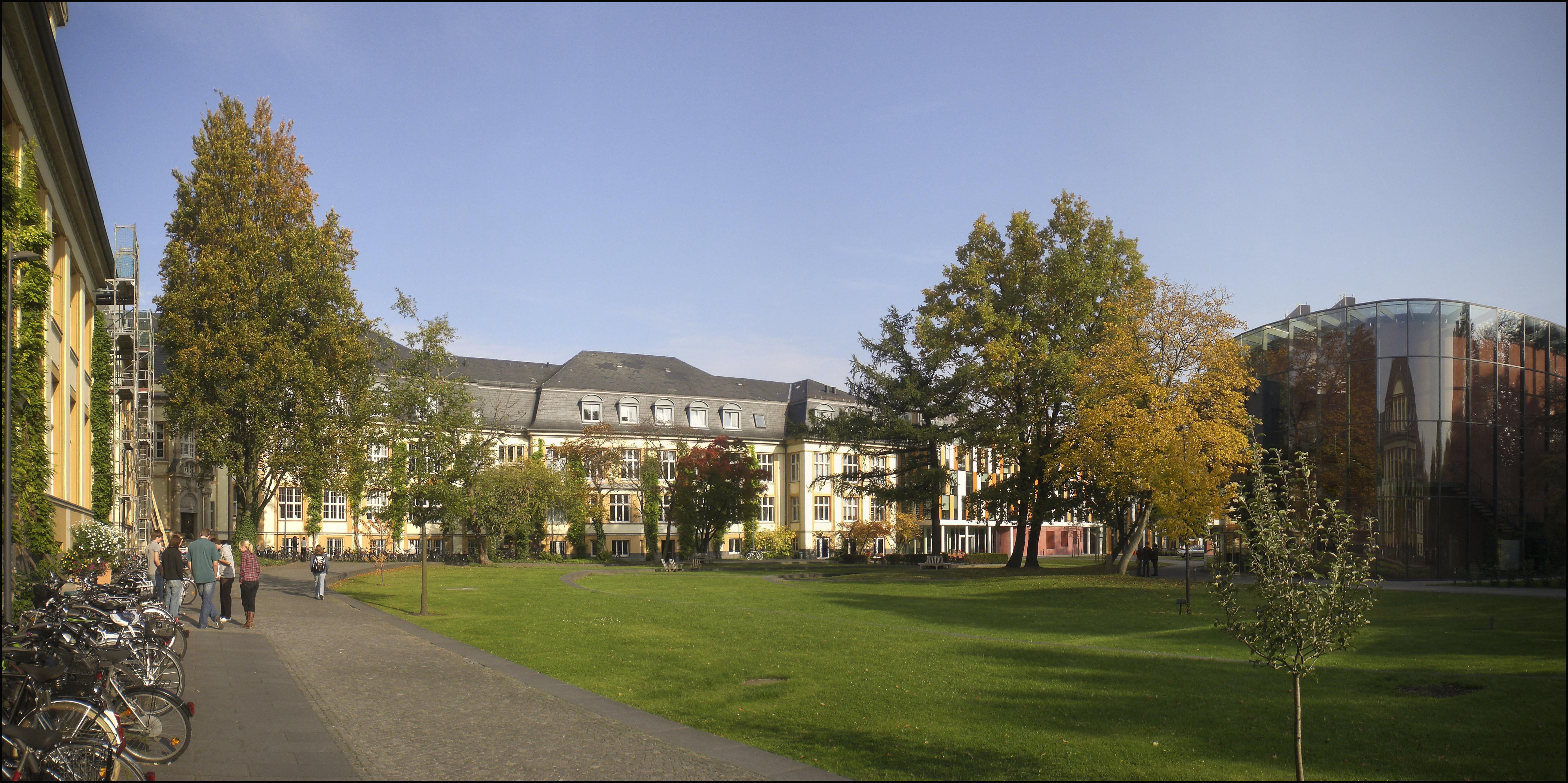
Auf dem Campus: Rechts das Auditorium, im Hintergrund die Bibliothek

Auf dem Campus befinden sich auch zwei Neubauten: ein Auditorium mit 450 Plätzen und die so genannte Deutsche Bank Hall, in der die Bibliothek mit 560 Arbeitsplätzen, eine Mensa des Studierendenwerks Hamburg und ein weiterer von insgesamt vier Hörsälen untergebracht sind. Die Bibliothek umfasst über 100.000 Bände und 2.355 Zeitschriften in gedruckter und elektronischer Form und ist nur für Mitglieder der Hochschule zugänglich.
Die Hochschule verfügt über Gruppenarbeitsräume, einen Ruheraum, ein Café, ein Fitnessstudio und einen Theaterraum. Auf dem Campus befindet sich außerdem eine Kindertagesstätte. Für Studenten, die Fragen zu persönlichkeitsbezogenen Themen wie Stressbewältigung oder beruflichen Perspektiven haben, steht ein Beratungsangebot zur Verfügung. In der „Klausurenklinik“ wird Studenten individuell bei der Durchsicht und Analyse ihrer Klausurleistungen geholfen, um der Verfestigung ineffektiver Lernkonzepte und Wiederholungsfehlern vorzubeugen. Beide Beratungsangebote sind kostenfrei.

## Auswahlverfahren
Die Bildungseinrichtung nimmt neue Studenten ausschließlich zum Herbsttrimester jedes Jahres auf. Diese bilden dann den jeweiligen Studierendenjahrgang. Für die Zulassung zum Jurastudium ist das Bestehen eines zweistufigen Auswahlverfahrens erforderlich.
Zunächst müssen jährlich bis 15. Mai hinreichende Englischkenntnisse durch einen der anerkannten, standardisierten Englisch-Tests (TOEFL, IELTS, CPE oder CAE) nachgewiesen und zusammen mit dem Abiturzeugnis der Klasse 12 (bei Abitur nach dreizehn Jahren 13) eingereicht werden. Falls bis zum erforderlichen Einreichungstermin das Abiturzeugnis noch nicht vorliegt, können alternativ die letzten drei Zeugnisse vor dem Abitur eingereicht werden. Der Englischnachweis kann bis zum mündlichen Auswahlverfahren nachgereicht werden. Die erste Stufe besteht dann aus einem etwa dreistündigen schriftlichen Multiple-Choice-Test, der die Eignung für ein Jurastudium überprüft, und einem 45-minütigen Essay. Der schriftliche Teil wird seit dem Jahr 2011 wieder dezentral in mehreren Großstädten Deutschlands und seit 2012 auch an mindestens zwei ausländischen Standorten durchgeführt (im Jahr 2019 in New York und Shanghai). Seit der COVID-19-Pandemie findet das schriftliche Auswahlverfahren online statt. Das Ergebnis wird mit der Durchschnittsnote des eingereichten Zeugnisses verrechnet, die zu einem Drittel mit einfließt. Die besten 232 Kandidaten des schriftlichen Tests werden dann zu einem mündlichen Auswahlverfahren in Hamburg eingeladen, in dem ein Vortrag mit anschließender Diskussion, Einzelgespräche und eine Gruppendiskussion absolviert werden. Es werden 116 Studenten aufgenommen.
Der LLM/MLB-Studiengang hat ein eigenes Auswahlverfahren, jährlich werden etwa 50 Studenten aufgenommen.

## Finanzierung
Der Etat der Hochschule betrug 2016 etwa 17,8 Millionen Euro, der ausschließlich privat finanziert wird. Er stellt sich aus Studiengebühren und Zuwendungen Dritter zusammen, wobei hier vor allem die Zeit-Stiftung Bucerius hervortritt, die 2016 zu 45 % zum Etat beisteuerte. Die Studiengebühren machten 29 % des Etats aus, während 11 % durch die Förderer aufgebracht wurden. Außerdem erzielt die Hochschule eigene Einkünfte durch Weiterbildungsangebote für Juristen und die Vermietung der eigenen Räumlichkeiten.
Die Hochschule trennt das Auswahlverfahren von der Studienfinanzierung: Erst nach der Auswahl der Bewerber wird die Finanzierung festgelegt. Jedem Interessenten soll unabhängig von seinem finanziellen Hintergrund ein Studium ermöglicht werden. Studieninteressierte können Unterstützung für die Bewerbungskosten über das Bewerbungs-Stipendium des Bucerius Alumni e. V. erhalten, der neben der Bewerbungsgebühr insbesondere die Kosten der Englischprüfung und die Kosten der Anreise zu den Auswahlverfahren deckt.
Die Hochschule bietet einen umgekehrten Generationenvertrag (UGV) an, der es Studenten ermöglicht, zunächst ohne Gebühren zu studieren, wenn sie sich verpflichten, nach dem Eintritt in das Berufsleben 10 Jahre lang jährlich 9 % des Einkommens an die Hochschule zu zahlen, maximal das Doppelte der regulären Studiengebühren plus Basiszinssatz. Die Vergabe des UGV ist an keinerlei Vorbedingungen geknüpft und er wird von der Hochschule als Standard-Finanzierung noch vor der Selbstzahlung angeboten. Dementsprechend wirbt die Bucerius Law School damit, dass während des Studiums keine Studiengebühren anfallen. Mit dieser Art der Vorleistung agiert die Bucerius Law School einmalig unter den privaten Hochschulen in Deutschland. Zur Deckung der Kosten des Auslandstrimesters kann darüber hinaus ein Auslands-UGV beantragt werden.
Schließlich bietet die Hamburger Sparkasse besondere Studienkredite an.
Mit dem sogenannten Jura-Stipendium werden ausgewählte Studierende, die in ihrem bisherigen Leben bildungsbiografische Hürden überwinden mussten, über die gesamte Studiendauer mit 300 Euro pro Monat unterstützt. Darüber hinaus gewährt die Hochschule mit diesem Stipendium je nach Hintergrund einen Erlass der Studienbeiträge von 50 % oder sogar 100 %. Das Stipendium wird nach erfolgreicher Bewerbung zu Beginn des Studiums für die komplette Dauer zugesprochen.

## 25 Jahre Bucerius Law School
Anlässlich ihres 25‑jährigen Bestehens am 26. Juni 2025 stellte die Bucerius Law School auf einem Festakt im Hamburger Rathaus bedeutende Reformen für die juristische Ausbildung vor. Im Zentrum stehen:
1. Neuer dreijähriger Bachelorstudiengang (ab 2027): Vermittlung von juristischem Wissen kombiniert mit Wirtschaft, Politik und Digitalisierung – ohne Fokus auf den juristischen Vorbereitungsweg zum Staatsexamen. Ziel ist es, Absolventen für Unternehmen, Behörden und NGOs auszubilden, wo umfassende Rechtsexpertise, aber kein Volljurist erforderlich ist.
2. Einrichtung der ersten integrierten Law Clinic in Deutschland: Jurastudierende beraten unter professioneller Anleitung wohnungslose Menschen und Geflüchtete – eingebunden als fester Bestandteil des Curriculums.
3. Modernisierung des klassischen Jurastudiums: Einführung eines sogenannten „Schleifenmodells“ zur strukturierten Wissensvermittlung, gekoppelt mit neuen Prüfungsformaten und einer gezielten Schulung im kritischen Umgang mit KI-Technologien.
4. Gesellschaftliche Neuausrichtung: Gründung eines Debattenforums für den Austausch zwischen Wissenschaft, Politik und Zivilgesellschaft – die Hochschule verstärkt ihr Engagement als aktive gesellschaftliche und demokratische Gestalterin.
Leitbilder dieser Neuausrichtung sind die Rolle des Rechts als Instrument gesellschaftlicher Gestaltung und die Ausbildung von Führungspersönlichkeiten mit Gestaltungswillen, Resilienz, Empathie und interkultureller Kompetenz. Dieser Kurs ist Ergebnis eines breit angelegten Strategieprozesses, unterstützt von der Zeit Stiftung Gerd Bucerius.

## Kritik
In einem im Jahr 2014 im Spiegel veröffentlichten Artikel kritisierte die Kolumnistin Svenja Hofert, dass die aufgrund ihres hohen Preises für viele Personen unzugängliche Ausbildung an privaten Hochschulen wie der Bucerius Law School zu einem Karrierevorteil führe.

## Sonstiges
Die Bucerius Law School wurde zwei Mal in Folge (2019 und 2020) mit einem der Digital Awards ausgezeichnet, welche als gemeinsames Projekt von LEX superior, dem Bundesverband rechtswissenschaftlicher Fachschaften, ELSA Deutschland und der LEGAL ®EVOLUTION jährlich verliehen werden.
Seit Juli 2019 produziert die Bucerius Law School unter dem Namen „Fofftein – Jura in der Kaffeepause“ eine alle zwei Wochen erscheinende Videoreihe, welche juristische Themen von gesellschaftlicher Relevanz für die interessierte, aber juristisch nicht vorgebildete Öffentlichkeit erklären und einordnen. Zu diesen Themen werden jeweils Mitglieder der Fakultät, Alumnae oder Alumni als Experten eingeladen. Ein kurzes Video von etwa fünf bis zehn Minuten führt in die Thematik, beteiligte Akteure und die Umstände ein und erklärt die Grundsätze des behandelten rechtlichen Themas.
An der Hochschule wurden seit Gründung mehr als 500 Promotionen abgeschlossen (Stand: 2020).
Die Zeit-Stiftung Bucerius plant für die Hochschule einen Erweiterungsbau.

## Absolventen
Der Bucerius Alumni e. V. ist die eigenständige sowie formal unabhängige Vereinigung der Ehemaligen der Bucerius Law School und wurde im März 2004 vom ersten Bachelor-Absolventenjahrgang gegründet. Stand März 2024 umfasst der Verein über 2.000 Mitglieder; über 90 % der Absolventen eines jeden Jahrgangs treten nach ihrer Bachelor-Verleihung dem Verein bei.
Der Verein stellt ein Netzwerk der ehemaligen Studenten und Teilnehmer des International Programs sowie der wissenschaftlichen Mitarbeiter dar und hat sich der Förderung der Bildung und Erziehung sowie der Studentenhilfe und der Förderung der Wissenschaft und Forschung nach eigenen Angaben verschrieben. Er organisiert unter anderem eine jährliche Absolventenmesse und ein Alumni-Dinner sowie verschiedene Fachveranstaltungen. Zudem gibt es sieben Regionalgruppen, von denen sich drei im Ausland befinden, sowie verschiedene Fach- und Interessengruppen, welche sich regelmäßig zu Vorträgen und zum Austausch treffen.